# Китаб (город)
Кита́б (узб. Kitob / Китоб) — город (с 1976 года), административный центр Китабского района Кашкадарьинской области Узбекистана. Население — 45 734 жителя (2009). 

## История
Китаб (Китоб) в переводе на русский язык с узбекского означает «книга». Но, скорее всего, название города Китаб (Китоб) произошло от модификации более древнего названия данного поселения и несёт совершенно другую смысловую характеристику.
Известным китабским беком был Джурабек (Джурабий) (1841?—1906) из узбекского рода кенагас, один из основных противников бухарского эмира Музаффара, впоследствии генерал-майор русской армии.
Город Китаб входил в состав Каршинского бекства в составе Бухарского эмирата, который в 1868 году попал в вассальную зависимость от Российской империи и получил статус её протектората.
В 1868 году в Каршинском бекстве возникли волнения против эмира Бухары Мозаффара с целью возведения на престол его старшего сына Катта-Тюря.
В 1870 году русские войска под командованием генерала Абрамова взяли штурмом мятежные города Шаар и Китаб, вследствие чего все Шахрисябзское бекство вновь присоединилось к Бухаре.

## География
Город расположен в юго-западных предгорьях Зеравшанского хребта на левом берегу реки Аксу на высоте около 650 метров над уровнем моря.
Находится вблизи железнодорожной станции Китаб, в 500 км к югу от Ташкента. Город Китаб вытянут вдоль Большого Узбекского тракта, идущего с севера на юг.
На окраине города расположена Китабская международная широтная станция, основанная в 1930 году, — 1 из 5 (2 — в США, 1 — в Японии, Италии и Узбекистане) станций мировой сети, изучающих движение полюсов Земли.
Станция является подразделением Астрономического института имени Улугбека Узбекской академии наук (Ташкент).

## Экономика
В городе имеется шёлкоткацкая фабрика. Китаб также известен своими фруктовыми консервами и винами, производство которых было налажено в начале 40-х годов XX века специалистами-виноделами — депортированными из Крыма 18 мая 1944 года крымскими татарами.

## Известные уроженцы
- Миралиев Мовлуд Мустафа оглы — азербайджанский дзюдоист, бронзовый призёр чемпионата мира-2003 и Олимпиады-2008.